# 阿知和賢
阿知和 賢（あちわ けん、男性、1986年7月19日 - ）は、日本のプロボクサー。神奈川県横須賀市出身。ワタナベボクシングジム所属。

## 来歴
横浜光ボクシングジムから2006年3月デビュー。
2007年8月、東日本新人王予選。初黒星。東日本新人王敗退。
2007年、倉永丈雄に勝利。B級に昇格。
2008年12月、吉岡征俊に勝利。A級昇格。
2010年7月、ワタナベボクシングジム移籍初戦。福本雄基に判定負け。　
2013年10月、中川健太に初の3ラウンドTKO負け。
2017年5月、中国成都でWBAアジアバンタム級王座決定戦を行い、ワンシンファと対戦し判定負け。
2017年12月、村中優と対戦し判定負け。
2021年6月、日本バンタム級9位。村地翼と対戦し判定負け。
2023年4月、神奈川県横須賀市議会議員選挙に出馬したが落選した。

## 戦績
- 34戦 12勝（4KO）16敗6分